# كروتون بوليفي
كروتون بوليفي (الاسم العلمي: Croton boliviensis) هو نوع من النباتات يتبع جنس الكروتون من الفصيلة الفربيونية.